# Estación Santa Fe (Chile)
Santa Fe es una estación ubicada en la localidad de Santa Fe, comuna de Los Ángeles, región del Biobío que fue construida junto con el Ferrocarril Talcahuano-Chillán y Angol entre 1873 y 1878. Luego de su inauguración pasó a formar parte de la Red Sur de los Ferrocarriles del Estado, y desde entonces es cabecera del ramal de Santa Fe a Santa Bárbara. Actualmente solo ofrece servicios de cruce de trenes de carga.

## Historia

### SigloXIX
Luego de la construcción del ferrocarril entre Chillán, San Rosendo y Talcahuano en 1872, y con las intenciones por parte del gobierno de seguir extendiendo su cobertura hacia el sur del país, el 30 de septiembre de 1871 se dio la autorización para los estudios de estas obras, y en diciembre de 1872 se contrata al contratista Juan Slater para comenzar con los trabajos, y el 25 de mayo de 1873 se inauguran los trabajos de construcción del ferrocarril desde San Rosendo hasta Angol, incluyendo el ramal que conectase con la ciudad de Los Ángeles.
El primer ferrocarril que llegó a Angol fue en 1876. Sin embargo, aunque para 1876 solo el 87% de la obra estaba concluida, casi todas las obras en esta estación y el ramal hacia Los Ángeles estaban terminadas. Debido a la falta de cierre de obras y la construcción de infraestructura deficiente, se produjo una disputa legal entre el Estado de Chile y Slater durante 1877, ya que por contrato la construcción tuvo que finalizar el 5 de mayo de 1876. El problema fue resuleto durante ese año.
La red completa del ferrocarril entre Talca y Angol, incluyendo esta estación y su ramal hacia Los Ángeles, fueron inauguradas el 1 de enero de 1878.

### SigloXX
Debido a factores económicos y políticos en Chile, el 18 de febrero de 1998 el ramal entre Santa Fe hacia Los Ángeles y Santa Bárbara fue declarado presindible y dado de baja ya que se hallaba fuera de servicio desde buena parte de la década de 1980. Esto llevó a que en 2005 el Ministerio de Transporte y Telecomunicaciones le diera la autorización de remover y suprimir tanto las vías como las estaciones desde Los Ángeles (kilómetro 19,7) hasta su punto de término en Santa Bárbara. Aunque nunca existió la orden oficial de cierre del resto del ramal, actualmente aun quedan secciones de vía entre Santa Fe y Los Ángeles.

### SigloXXI
En 2002 se presentan algunos servicios de pasajeros del Tren Talcahuano-Laja desplazandose hasta Renaico, deteniendose en esta estación. Para la temporada alta de verano los servicios son más estables. El 11 de junio de 2006 los servicios hacia Renaico se paralizan debido a problemas con las vías al norte de esta estación; en este mismo año se suspenden los servicios Terrasur Temuco. En 2008 es suprimido el servicio Laja-Renaico.
Se ha buscado la manera de reactivar el servicio Laja-Renaico. Además, durante inicios de la década de 2020 se han iniciado conversaciones para el desarrollo de un proyecto de reactivación del ramal Santa Fe-Los Ángeles que logre conectar con San Rosendo y el Gran Concepción.

## Infraestructura
Durante un periodo de tiempo, la estación contaba con una galería externa, que posteriormente fue removida. Por la zona poniente de la estación se encontraban las vías del ferrocarril longitudinal sur, mientras que por su oriente se hallaban las vías y el andén para las locomotoras del ramal Los Ángeles-Santa Bárbara. El actual edificio de la estación era utilizada como vivienda hasta cuando sufrió daños debido al terremoto de 2010, desde entonces una sección del edificio principal ha estado desocupada, la otra es utilizada como local comercial. La estación es utilizada para cruzamiento de trenes de carga.

## Servicios

### Anteriores
Desde la década de 1990 hasta 2008 existió el Servicio Talcahuano-Renaico que ofrecía un servicio regional para pasajeros; originalmente transitaba entre Talcahuano y Laja, pero en 2002 se extendió el servicio hasta renaico. Luego de 2008 el servicio fue nuevamente acortado hasta Laja.